# Дијего Лаксалт
Дијего Себастијан Лаксалт Суарез (шп. Diego Sebastián Laxalt Suárez; Монтевидео, 7. фебруар 1993) професионални је уругвајски фудбалер који игра у средини терена на позицији офанзивног везног играча, а тренутно наступа за Селтик.

## Клупска каријера
Професионалну каријеру Лаксалт почиње у септембру 2012. као играч екипе Дефенсор спортинг из Монтевидеа са којом се такмичио у првенству Уругваја. Захваљујући добрим партијама у националном првенству, али и одличној игри на светском првенству за играче до 20 година 2013. године, Лексалт је на себе скренуо пажњу великих тимова, што му је донело потписивање професионалног уговора са екипом Интера из Милана. 
Међутим у екипи Интера није добио праву шансу и током трајања уговора са италијанским великаном играо је као позајмљен играч за екипе Болоње, Емполија и Ђенове у Серији А. Током летњег преазног рока 2016. екипа Ђенове је откупила Лаксалтов уговор за 5,8 милиона евра. 

## Репрезентативна каријера
За младу селекцију Уругваја дебитује током 2013. године, прво током јануара месеца на јужноамеричком првенству за младе репрезентације, а потом и на светском првенству које је одржано у лето исте године у Турској.
За сениорску репрезентацију Уругваја дебитовао је 6. октобра 2016. у квалифкационој утакмици за СП 2018. против селекције Венецуеле, а пет дана касније играо је и у утакмици против Колумбије. 
Потом је одиграо још четири пријатељске утакмице пре него него га је селектор Оскар Табарез уврстио на коначни списак учесника за Светско првенство 2018. у Русији. Прву утакмицу на светским првенствима одиграо је у другом колу групе А против селекције Саудијске Арабије (играној 20. јуна).